# Asaphiscus
Asaphiscus – rodzaj stawonogów z wymarłej gromady trylobitów, z rzędu Ptychopariida. Żył w okresie kambru.